# Bataraza
Bataraza è una municipalità di seconda classe delle Filippine, situata nella Provincia di Palawan, nella regione di Visayas Occidentale.
Bataraza è formata da 22 baranggay:
- Bono-bono
- Bulalacao
- Buliluyan
- Culandanum
- Igang-igang
- Inogbong
- Iwahig
- Malihud
- Malitub
- Marangas (Pob.)
- Ocayan

- Puring
- Rio Tuba
- Sandoval
- Sapa
- Sarong
- Sumbiling
- Tabud
- Tagnato
- Tagolango
- Taratak
- Tarusan